# WWE Saturday Night's Main Event
Pour les articles homonymes, voir Saturday Night.
 (novembre 2024).
Saturday Night's Main Event (également abrégé SNME) est une émission télévisée de catch professionnel de la World Wrestling Federation. Elle est diffusée occasionnellement entre 1985 et 1991 sur la chaîne NBC, puis reprend place le 18 mars 2006. 
C'est à l'époque rare de trouver des émissions de catch sur des grandes chaînes après les années 1950. L'arrivée du SNME coïncide et contribue à l'apogée du « second âge d'or » du catch professionnel aux États-Unis. Après avoir quitté NBC en 1991, SNME est diffusé deux fois sur FOX en 1992. Alors que le principal show de la WWE, Monday Night Raw retourne sur le USA Network en 2005, Saturday Night's Main Event est par la même occasion remis au goût du jour en 2006 toujours sur NBC pour deux éditions avec les divisions Raw, WWE SmackDown et ECW.

## Production

### Origines (1985–1992)
Le Saturday Night's Main Event débutait le 11 mai 1985 pour remplacer exceptionnellement l'émission de comédie Saturday Night Live qui n'était pas diffusée. C'est le producteur exécutif de la chaîne, Dick Ebersol, qui trouve l'entente avec Vince McMahon pour produire le show, après qu'il voit les bonnes audiences qu'on fait[style à revoir] deux émissions spéciales de la WWF sur MTV en 1984-1985. Bien que le show ne soit pas diffusé fréquemment, il commence à faire sa place en 1986 et à être diffusé à des dates régulières : le week-end du Nouvel-An, un épisode en mars, un autre en avril/mai, d'autres en septembre/octobre, ou encore pendant les week-ends de Thanksgiving. En 1989 et 1990, il y avait deux shows en plus en juillet qui étaient présentés comme étant des Summertime Bonus Editions.
SNME est un énorme succès au niveau des audiences pour NBC durant son apogée, notamment pendant l'édition du 14 mars 1987 qui faisait un 11.6 sur l'échelle des audiences, ce qui reste aujourd'hui la plus grande audience qui n'est jamais été réalisée à cet horaire. L'affiche de ce show était une bataille royale comprenant Hulk Hogan et André The Giant, qui devait s'affronter deux semaines plus tard à WrestleMania III. Comme Hogan apparaissait rarement sur les émissions télévisés de la WWF, beaucoup de personnes pouvaient profité du fait que le SNME soit sur une chaîne gratuite pour le voir en action.
Le succès du Saturday Night's Main Event amène à des spéciales en première partie de soirée le vendredi soir, nommés The Main Event. La première se déroule le 5 février 1988, et comprenait un match revanche de WrestleMania III entre Hogan et André qui rassemble 33 millions de téléspectateurs pour un 15.2 dans les audiences, ce qui reste à ce jour le plus gros score de l'histoire pour un show de catch à la télévision.
Alors que les audiences restaient fortes en 1990, ils commencent à retomber par la suite. Avec Ebersol qui était promu à NBC Sports et NBC qui perd de l'intérêt dans le catch, le Saturday Night's Main Event est arrêté, et la dernière sur NBC est diffusée le 27 avril 1991. FOX reprend le concept, mais le show n'est diffusé que deux fois sur cette chaîne, et le tout dernier Saturday Night's Main Event est diffusé le 27 octobre 1992. La plupart du temps, SNME est commenté par McMahon et Jesse « The Body » Ventura avec l'appui occasionnel de Bobby Heenan en 1986 et 1987. En 1990, « Rowdy » Roddy Piper remplace Ventura en tant que partenaire de McMahon quand Ventura quitte la WWF. sur les deux épisodes qui sont diffusés sur FOX, Heenan commentait avec McMahon.

### Premier retour (2006–2008)
Avec l'exception de deux spéciales aux États-Unis pendant le Westminster Dog Show en 1997, le SNME était mis en veille pendant 14 ans. Saturday Night's Main Event retournait sur NBC le 18 mars 2006 en prime-time. L'équipe de commentateurs du premier show de 2006 était composé de Jim Ross, avec Jerry "The King" Lawler et Tazz en tant que consultants. Pour la deuxième édition du 15 juillet, il y'avait Jim Ross et Jerry Lawler pour RAW, Michael Cole et JBL pour SmackDown! et enfin Joey Styles et Tazz pour la ECW. La seule différence à la première version est qu'aucun titre n'est mis en jeu.

### Nouveau souffle (2012)
Après 4 ans d'absence, Vince McMahon décide de remettre le show au goût du jour mais en y changeant plusieurs détails. Renommé simplement Main Event, le show devient hebdomadaire et est diffusé désormais le mercredi soir sur la chaîne Ion.

## Chronologie

### Saturday Night's Main Event I
Le 11 mai 1985 à Long Island, New York :
- The U.S. Express (Mike Rotunda et Barry Windham) et Ricky Steamboat (w/Lou Albano) def. Nikolai Volkoff, The Iron Sheik, et George Steele (w/ Classy Freddie Blassie).
- Piper's Pit
  - Paul Orndorff est l'invité et se fait blâmer par Piper pour leur défaite en équipe face à Hogan et Mr. T lors de WrestleMania I. Bob Orton se rammenait sur le ring et aidait Piper à se débarrasser d'Orndorff.
- Hulk Hogan (w/Mr. T) def. « Cowboy » Bob Orton (w/Roddy Piper) par disqualification pour conserver le WWF Championship
- Wendi Richter (w/Cyndi Lauper) def. The Fabulous Moolah pour conserver le WWF Women's Championship.
- Junkyard Dog (avec sa mère) def. Pete Dougherty.

### Saturday Night's Main Event II
Le 3 octobre 1985 à East Rutherford, New Jersey :
- Flag Match : Hulk Hogan def. Nikolai Volkoff (w/ Classy Freddie Blassie) pour conserver le WWF Championship.
- Uncle Elmer (w/ Hillbilly Jim et Cousin Junior) def. Jerry Valiant.
- Paul Orndorff vs. Roddy Piper (double décompte à l'extérieur)
- André The Giant et Tony Atlas (w/Captain Lou Albano) def. King Kong Bundy & Big John Studd (w/Bobby Heenan) via disqualification
- The Dream Team (Brutus Beefcake et Greg Valentine) (w/Johnny Valiant) def. Lanny Poffo et Tony Garea pour conserver le WWF Tag Team Championship.

### Saturday Night's Main Event III
Le 2 novembre 1985 à Hershey, Pennsylvanie :
- Terry Funk (w/Jimmy Hart) def. Junkyard Dog.
- Hulk Hogan et André The Giant (w/Captain Lou Albano) def. King Kong Bundy & Big John Studd (w/Bobby Heenan) via disqualification
- WWF Intercontinental Champion Randy Savage (w/Miss Elizabeth) def. Tito Santana par décompte à l'extérieur (pas de changement de titre)
- Kung Fu Challenge : Ricky Steamboat def. Mr. Fuji (w/The Magnificent Muraco).

### Saturday Night's Main Event IV
Le 4 janvier 1986 à Tampa, Floride :
- Jesse Ventura, Roddy Piper et « Cowboy » Bob Orton def. Hillbilly Jim, Uncle Elmer et Cousin Luke.
- Hulk Hogan (w/the Junkyard Dog) def. Terry Funk (w/Jimmy Hart) pour conserver le WWF Championship.
- Randy Savage (w/Miss Elizabeth) def. George Steele (w/Captain Lou Albano)
- Flag Match : Nikolai Volkoff (w/ Classy Freddie Blassie et The Iron Sheik) def. Corporal Kirschner.
- Junkyard Dog et Ricky Steamboat def. Mr. Fuji et The Magnificent Muraco.

### Saturday Night's Main Event V
Le 1er mars 1986 à Phoenix, Arizona :
- Match de Boxe : Mr. T def. « Cowboy » Bob Orton (w/Roddy Piper).
- King Kong Bundy (w/Bobby Heenan) def. Steve Gatorwolf.
- Hulk Hogan def. The Magnificent Muraco (w/Bobby Heenan) via disqualification pour conserver le WWF Championship
- The Dream Team (Brutus Beefcake et Greg Valentine) (w/Johnny Valiant) def. The British Bulldogs (Davey Boy Smith et The Dynamite Kid) (w/Captain Lou Albano) pour conserver le WWF Tag Team Championship.
- Junkyard Dog def. Adrian Adonis (w/Jimmy Hart).

### Saturday Night's Main Event VI
Le 3 mai 1986 à Providence, Rhode Island :
- Hulk Hogan & Junkyard Dog (w/ The Haiti Kid) def. Terry Funk et Hoss Funk (w/Jimmy Hart).
- King Kong Bundy def. Uncle Elmer.
- Adrian Adonis (w/Jimmy Hart) def. Paul Orndorff via disqualification
- Jake Roberts vs Ricky Steamboat .
- Meilleur de 3 manches : The British Bulldogs (Davey Boy Smith & The Dynamite Kid) (w/Captain Lou Albano) def. Nikolai Volkoff et The Iron Sheik (w/ Classy Freddie Blassie) pour conserve le WWF Tag Team Championship.

### Saturday Night's Main Event VII
Le 4 octobre 1986 à Richfield, Ohio :
- Hulk Hogan def. Paul Orndorff (w/Bobby Heenan) via disqualification pour conserver le WWF Championship.
- Snake Pit Match : Ricky Steamboat def. Jake Roberts.
- Roddy Piper def. The Iron Sheik (w/ Slick).
- Meilleur de 3 manches : The British Bulldogs (Davey Boy Smith & The Dynamite Kid) (w/Captain Lou Albano) def. The Dream Team (Brutus Beefcake et Greg Valentine) (w/Johnny Valiant) pour conserver le WWF Tag Team Championship.
- Kamala the Ugandan Giant (w/ The Grand Wizard et Kim Chee) def. Lanny Poffo.

### Saturday Night's Main Event VIII
Le 29 novembre 1986 à Los Angeles, Californie :
- WWF Intercontinental Champion Randy Savage (w/ Miss Elizabeth) vs Jake Roberts (double disqualification/pas de changement de titre).
- Hulk Hogan def. Hercules Hernandez (w/Bobby Heenan) pour conserver le WWF Championship.
- Roddy Piper def. « Cowboy » Bob Orton (w/Jimmy Hart).
- The Killer Bees (Jim Brunzell et B. Brian Blair) def. The Hart Foundation (Bret Hart et Jim Neidhart) (w/Jimmy Hart).
- Koko B. Ware def. Nikolai Volkoff (w/ Slick).
- The Magnificent Muraco (w/Mr. Fuji) def. Dick Slater.

### Saturday Night's Main Event IX
Le 3 janvier 1987 à Hartford, Connecticut :
- Hulk Hogan def. Paul Orndorff (w/Bobby Heenan) dans un Steel cage match pour conserver le WWF Championship
  - Hogan s'échappe de la cage après avoir porté le leg drop sur Orndorff et envoyé Heenan dans la cage.
- Randy Savage (w/Miss Elizabeth) def. George Steele (w/Ricky Steamboat) pour conserver le WWF Intercontinental Championship
  - Savage effectue le tombé sur Steele après l'avoir frappé avec la cloche.
- The Junkyard Dog def. King Harley Race (w/Bobby Heenan) par disqualification
  - Race était disqualifié quand Heenan intervenait et attaquait JYD, qui avait pris la couronne et la robe de Race.
- Adrian Adonis (w/Jimmy Hart) def. Roddy Piper par décompte à l'extérieur.
  - Piper est décompté à l'extérieur après qu'Adonis eut mis du parfum dans les yeux de Piper.
- Blackjack Mulligan def. Jimmy Jack Funk
  - Mulligan effectue le tombé sur Funk avec un flying back elbow.

### Saturday Night's Main Event X
Le 14 mars 1987 à Détroit, Michigan :
- Randy Savage (w/Miss Elizabeth) def. George Steele par décompte à l'extérieur pour conserver le WWF Intercontinental Championship
  - Stelle est décompté à l'extérieur après que Savage l'ait frappé à l'extérieur avec une chaise.
  - Si Steele remportait le match, il recevait les services d'Elizabeth.
- Hercules Hernandez remporte une bataille royale
  - Participants : André the Giant, Outlaw Ron Bass, Demolition (Ax et Smash), Billy Haynes, Hercules, Hillbilly Jim, The Honky Tonk Man, Hulk Hogan, The Islanders (Haku et Tama), The Killer Bees (B. Brian Blair et Jim Brunzell), Blackjack Mulligan, Paul Orndorff, Lanny Poffo, Butch Reed, Sika, Nikolai Volkoff, et Koko B. Ware.
  - Pendant le match, André élimine facilement Hogan, alors que huit hommes ont suffi à sortir André du ring.
- King Kong Bundy (w/Bobby Heenan) def. Jake Roberts par disqualification
  - Roberts est disqualifié pour avoir frappé l'arbitre.
- The Hart Foundation (Bret Hart et Jim Neidhart) (w/Jimmy Hart et Danny Davis) def. Tito Santana et Dan Spivey pour conserver le WWF Tag Team Championship
  - Hart effectue le tombé sur Santana.
- Ricky Steamboat def. The Iron Sheik (w/ Slick)
  - Steamboat effectue le tombé sur le Sheik avec un bodyslam.

### Saturday Night's Main Event XI
Le 2 mai 1987 à South Bend, Indiana :
- Kamala the Ugandan Giant (w/Kim Chee) def. Jake Roberts
  - Kamala effectue le tombé sur Roberts avec un splash après une intervention de Kim Chee.
- Randy Savage (w/Miss Elizabeth) def. George Steele dans un Lumberjack Match
  - Savage effectue le tombé sur Steele après une intervention de Danny Davis.
- The British Bulldogs (Davey Boy Smith et The Dynamite Kid) def. The Hart Foundation (Bret Hart et Jim Neidhart) (w/Jimmy Hart) dans un Match au meilleur des trois manches
  - Les Hart étaient disqualifiés pour des maneuvres en équipe illégales.
  - Dynamite effectue le tombé sur Neidhart, mais à la suite de la disqualification, les Hart conservaient le WWF Tag Team Championship.
- Ricky Steamboat def. Hercules (w/Bobby Heenan) par disqualification
  - Hercules est disqualifié quand il étranglait Steamboat avec une chaîne en fer.
- The Can-Am Connection (Rick Martel et Tom Zenk) (w/Jim Duggan) def. Nikolai Volkoff et The Iron Sheik (w/ Slick)
  - Martel effectue le tombé sur le Sheik avec un roll-up alors que Duggan se baggarait avec Volkoff en dhors du ring.

### Saturday Night's Main Event XII
Le 3 octobre 1987 à Hershey, Pennsylvanie :
- Randy Savage (w/Miss Elizabeth) def. IC Champion The Honky Tonk Man (w/Jimmy Hart) par disqualification
  - Honky Tonk était disqualifié quand The Hart Foundation intervenait pour sauver Honky Tonk d'une défaite. Honky Tonk conservait le titre.
- Hulk Hogan def. Sika (w/Mr. Fuji et Kim Chee) pour conserver le WWF Championship
  - Hogan effectue le tombé sur Sika avec un bodyslam et un leg drop.
- King Kong Bundy (w/André the Giant) def. Paul Orndorff (w/Oliver Humperdink)
  - Bundy effectue le tombé sur Orndorff avec l'Avalanche.
- The Hart Foundation (Bret Hart et Jim Neidhart) def. The Young Stallions (Paul Roma et Jim Powers) pour conserver le WWF Tag Team Championship
  - Hart effectue le tombé sur Roma après un Hart Attack.

### Saturday Night's Main Event XIII
Le 28 novembre 1987 à Seattle, Washington :
- George Steele def. Danny Davis par disqualification
- Randy Savage (w/Miss Elizabeth) def. Bret Hart (w/Jimmy Hart et Jim Neidhart)
  - Savage effectue le tombé sur Hart en reversant un bodyslam en un inside cradle.
- King Kong Bundy (w/Bobby Heenan) def. WWF Champion Hulk Hogan par décompte à l'extérieur.
  - Hogan est compté à l'extérieur quand Heenan le faisait tombé du ring.
- Bam Bam Bigelow (w/Oliver Humperdink) def. Hercules
  - Bigelow effectue le tombé sur Hercules avec un slingshot splash sur le ring.

### Saturday Night's Main Event XIV
Le 2 janvier 1988 à Landover, Maryland :
- Strike Force (en) (Tito Santana et Rick Martel) def. The Bolsheviks (Nikolai Volkoff et Boris Zhukov) (w/Slick (en)) dans un Two out of Three Falls match pour conserver le WWF Tag Team Championship.
- Jake Roberts def.Sika (w/Mr. Fuji).
- Hulk Hogan def. King Kong Bundy (w/André the Giant) pour conserver le WWF Championship.
- Greg Valentine (w/Jimmy Hart) def. Koko B. Ware.

### Saturday Night's Main Event XV
Le 12 mars 1988 à Nashville, Tennessee :
- Brutus Beefcake def. Greg Valentine (w/ Jimmy Hart).
- Hulk Hogan def. King Harley Race (w/ Bobby Heenan).
- Ted DiBiase (w/Virgil et André the Giant) def. Randy Savage (w/ Miss Elizabeth).
- The Islanders (Haku et Tama) (w/Bobby Heenan) def. The Killer Bees (Jim Brunzell et B. Brian Blair) dans un Two out of three falls match.
- One Man Gang (w/Slick (en)) def. Ken Patera.

### Saturday Night's Main Event XVI
Le 30 avril 1988 à Springfield, Massachusetts :
- Jim Duggan def. Hercules (w/Bobby Heenan).
- Brutus Beefcake def. Danny Davis.
- Randy Savage (w/Miss Elizabeth) def. One Man Gang (w/Slick (en)) pour conserver le WWF Championship.
- WWF Tag Team Championship Demolition (Ax et Smash) (w/Mr. Fuji) def.The British Bulldogs.(Davey Boy Smith et The Dynamite Kid).
- Ted DiBiase (w/Virgil) def. Don Muraco.
- Rick Rude (w/Bobby Heenan) def. Koko B. Ware.

### Saturday Night's Main Event XVII
Le 25 octobre 1988 à Baltimore, Maryland :
- Jake Roberts (w/Cheryl Roberts) def. Rick Rude (w/ Bobby Heenan)
- Demolition (Ax & Smash) (w/ Mr. Fuji & Jimmy Hart) def. The Hart Foundation (Bret Hart et Jim Neidhart) pour conserver le WWF Tag Team Championship.
- Hulk Hogan (w/Miss Elizabeth) def. King Haku (w/Bobby Heenan).
- Dino Bravo (w/Frenchy Martin) def. Ken Patera.
  - Bravo pinned Patera with the side suplex.
- The Big Boss Man (w/Slick (en)) defeated Jim Powers.

### Saturday Night's Main Event XVIII
Le 26 novembre 1988 à Sacramento, Californie :
- The Ultimate Warrior def. Super Ninja (w/Mr. Fuji) pour conserver le WWF Intercontinental Championship.
- Hercules defeated Virgil (w/Ted DiBiase).
- WWF Champion Randy Savage (w/Miss Elizabeth) Égalité avec André the Giant (w/Bobby Heenan).
- Jim Duggan def. Boris Zhukov dans un Flag Match.
- The Fabulous Rougeaus (Jacques Rougeau et Raymond Rougeau) (w/Jimmy Hart) def. The Young Stallions (Paul Roma et Jim Powers).

### Saturday Night's Main Event XIX
Le 7 janvier 1989 à Tampa, Floride :
- Brutus Beefcake def. Ron Bass dans un Hair vs. Hair match.
- Hulk Hogan (w/Miss Elizabeth) def. Akeem (w/Slick (en)).
- The Ultimate Warrior def. The Honky Tonk Man (w/Jimmy Hart) pour conserver le WWF Intercontinental Championship.
- Tito Santana def. The Red Rooster (w/Bobby Heenan).
- Mr. Perfect def. Koko B. Ware.

### Saturday Night's Main Event XX
Le 11 mars 1989 à Hershey, Pennsylvanie :
- Brutus Beefcake def. Rick Rude (w/Bobby Heenan) (w/Andre the Giant)
- Hulk Hogan (w/Miss Elizabeth) def. Bad News Brown.
- Ted DiBiase (w/Virgil) def. The Blue Blazer.
- The Brain Busters (Arn Anderson et Tully Blanchard) (w/Bobby Heenan) égalité avec The Rockers (Shawn Michaels et Marty Jannetty).
- The Red Rooster def. The Brooklyn Brawler (w/Bobby Heenan).

### Saturday Night's Main Event XXI
Le 27 mai 1989 à Des Moines, Iowa :
- King Jim Duggan def. Intercontinental Champion Rick Rude (w/Bobby Heenan).
- Randy Savage (w/Sensational Sherri) def. Jim Neidhart.
- Hulk Hogan def. The Big Boss Man (w/Slick (en)) dans un Steel cage match pour conserver le WWF Championship.
- The Brain Busters (Arn Anderson & Tully Blanchard) (w/Bobby Heenan) def. WWF Tag Team Championship Demolition (Ax et Smash).
- Jimmy Snuka def. Boris Zhukov.

### Saturday Night's Main Event XXII
Le 29 juillet 1989 à Worcester, Massachusetts :
- Hulk Hogan def. The Honky Tonk Man (w/Jimmy Hart) pour conserver le WWF Championship.
- Jimmy Snuka def. Greg Valentine (w/Jimmy Hart).
- Brutus Beefcake def. Randy Savage (w/Sensational Sherri).
- The Brain Busters (Arn Anderson et Tully Blanchard) (w/Bobby Heenan) def. Demolition (Ax et Smash) dans un Two out of three falls match pour remporter le WWF Tag Team Championship.

### Saturday Night's Main Event XXIII
Le 14 octobre 1989 à Cincinnati, Ohio :
- King Randy Savage (w/Queen Sherri) def. Jimmy Snuka.
- Hulk Hogan def. Ted DiBiase (w/Zeus) pour conserver le WWF Championship.
- Roddy Piper defeated Haku (w/Bobby Heenan).
- Tito Santana (w/The Red Rooster, Brutus Beefcake et Dusty Rhodes). égalité avec Rick Martel (w/Jimmy Hart, et The Honky Tonk Man, Slick (en), et The Twin Towers (Akeem et The Big Boss Man).
- The Bushwhackers (Luke et Butch) def. The Fabulous Rougeaus (Jacques Rougeau et Raymond Rougeau) (w/Jimmy Hart).

### Saturday Night's Main Event XXIV
Le 25 novembre 1989 à Topeka, Kansas :
- Intercontinental Champion The Ultimate Warrior def. André the Giant (w/Bobby Heenan).
- The Genius def. WWF Champion Hulk Hogan par décompte extérieur.
- Dusty Rhodes def. The Big Boss Man (w/ Slick).
- Mr. Perfect (w/The Genius) def. The Red Rooster.
- The Rockers (Shawn Michaels et Marty Jannetty) def. The Brain Busters (Arn Anderson et Tully Blanchard) (w/Bobby Heenan) dans un Two out of three falls match.

### Saturday Night's Main Event XXV
Le 27 janvier 1990 à Chattanooga, Tennessee :
- King Randy Savage (w/Queen Sherri) def. Jim Duggan.
- Hulk Hogan et The Ultimate Warrior def. Mr. Perfect & The Genius
- Jake Roberts def. Greg Valentine (w/Jimmy Hart).
- Dusty Rhodes (w/Sapphire) Égalité avec Rick Rude (w/Bobby Heenan).
- Dino Bravo (w/Jimmy Hart et Earthquake) def. Ronnie Garvin.

### Saturday Night's Main Event XXVI
Le 28 avril 1990 à Austin, Texas :
- Hulk Hogan def. Mr. Perfect (w/The Genius).
- Earthquake (w/Jimmy Hart) def. Hillbilly Jim.
- The Hart Foundation (Bret Hart et Jim Neidhart) égalité avec The Rockers (Shawn Michaels et Marty Jannetty).
- The Ultimate Warrior def. Haku (w/Bobby Heenan) pour conserver le WWF Championship.
- The Big Boss Man def. Akeem the African Dream.

### Saturday Night's Main Event XXVII
Le 28 juillet 1990 à Omaha, Nebraska :
- WWF Champion The Ultimate Warrior def. Rick Rude (w/ Bobby Heenan).
- Demolition (Smash et Crush) (w/ Ax) def. The Rockers (Shawn Michaels et Marty Jannetty) pour conserver le WWF Tag Team Championship.
- Mr. Perfect def. Tito Santana pour conserver le WWF Intercontinental Championship.
- The Texas Tornado def. Buddy Rose.

### Saturday Night's Main Event XXVIII
Le 13 octobre 1990 à Toledo, Ohio :
- The Ultimate Warrior et The Legion of Doom (Hawk et Animal) def. Demolition (Ax, Smash, et Crush).
- King Randy Savage (w/Queen Sherri) def. Dusty Rhodes.
- Hulk Hogan & Tugboat def. Rhythm and blues (Greg Valentine et The Honky Tonk Man) (w/Jimmy Hart).
- Sgt. Slaughter def. Koko B. Ware.
- The Texas Tornado def. Haku (w/Bobby Heenan) pour conserver le WWF Intercontinental Championship.

### Saturday Night's Main Event XXIX
Le 27 avril 1991 à Omaha, Nebraska :
- The Ultimate Warrior def. Sgt. Slaughter.
- The Nasty Boys (Brian Knobbs et Jerry Sags) (w/Jimmy Hart) def. The Bushwhackers (Luke et Butch) pour conserver le WWF Tag Team Championship.
- Ted DiBiase (w/Sensational Sherri) égalité avec Bret Hart.
- The Mountie (w/Jimmy Hart) def. Tito Santana.
- Mr. Perfect gagne la Bataille Royale.

### Saturday Night's Main Event XXX
Le 8 février 1992 à Lubbock, Texas :
- Roddy Piper def. The Mountie (w/Jimmy Hart) pour conserver le WWF Intercontinental Championship
- Hulk Hogan et Sid Justice (w/Brutus Beefcake) def. Ric Flair et The Undertaker (w/Mr. Perfect et Paul Bearer)
- Sgt. Slaughter et Jim Duggan def. The Beverly Brothers (Blake et Beau Beverly) (w/The Genius)
- Randy Savage def. Jake Roberts

### Saturday Night's Main Event XXXI
Le 8 novembre 1992 à Terre Haute, Indiana :
- The Ultimate Maniacs (The Ultimate Warrior et Randy Savage) def. WWF Tag Team Champion Money Inc. (Ted DiBiase et Irwin R. Schyster) (w/Jimmy Hart)
- Shawn Michaels def. Davey Boy Smith pour remporter le WWF Intercontinental Championship
- Bret Hart def. Papa Shango pour conserver le WWF Championship.

### Saturday Night's Main Event XXXII
Le 18 mars 2006 à Detroit, Michigan :
- John Cena & Triple H def. Kurt Angle, Rey Mysterio et Randy Orton dans un Handicap Match.
- Steve Austin def. John « Bradshaw » Layfield dans un Beer Drinking Contest.
- Mickie James & Trish Stratus def. Candice Michelle et Victoria.
- Shane McMahon def. Shawn Michaels dans un Street Fight.

### Saturday Night's Main Event XXXIII
Le 15 juillet 2006 à Dallas, Texas :
- Batista, Rey Mysterio et Bobby Lashley def. Mark Henry, Finlay et King Booker (w/Queen Sharmell et William Regal).
- Carlito et Trish Stratus def. Johnny Nitro et Melina.
- D-Generation X (Triple H et Shawn Michaels) def. the Spirit Squad (Kenny, Nick Mitchell (Mitch), Nicky, Johnny Jeter et Mike Mondo) dans un Handicap Elimination match.
- Sabu def. Stevie Richards dans un Extreme Rules Match
- John Cena def. WWE Champion Edge par DQ. Cena ne remporte donc pas le titre.

### Saturday Night's Main Event XXXIV
Le 2 juin 2007 au Scotiabank Arena à Toronto (Ontario), au Canada :
| Ordre par numéros                                                                         | Résultat                                                              | Stipulation(s)       | Temps |
| ----------------------------------------------------------------------------------------- | --------------------------------------------------------------------- | -------------------- | ----- |
| 1                                                                                         | The Great Khali (avec Runjin Singh) bat John Cena                     | Match simple         | 6:20  |
| 2                                                                                         | Batista et Chris Benoit battent Edge et MVP                           | Tag Team match       | 8:22  |
| 3                                                                                         | Finlay et Hornswoggle battent The Boogeyman et Little Boogeyman       | Tag Team match       | 3:49  |
| 4                                                                                         | Kane, Doink the Clown et Eugene battent Kevin Thorn, Viscera et Umaga | 6-Man Tag Team match | 9:08  |
| La lettre C placée entre parenthèses désigne la personne ou l’équipe championne en titre. |                                                                       |                      |       |

### Saturday Night's Main Event XXXV
Le 18 août 2007 au Madison Square Garden à New York :
| Ordre par numéros                                                                         | Résultat                                                                          | Stipulation(s) | Temps |
| ----------------------------------------------------------------------------------------- | --------------------------------------------------------------------------------- | -------------- | ----- |
| 1                                                                                         | Batista et Kane battent Finlay et The Great Khali                                 | Tag Team match | 8:25  |
| 2                                                                                         | John Cena bat Carlito par soumission                                              | Match simple   | 5:37  |
| 3                                                                                         | Evander Holyfield contre Matt Hardy se termine en match nul                       | Boxing match   | 0:44  |
| 4                                                                                         | CM Punk et The Boogeyman battent John Morrison et Big Daddy V (avec Matt Striker) | Tag Team match | 6:40  |
| La lettre C placée entre parenthèses désigne la personne ou l’équipe championne en titre. |                                                                                   |                |       |

### Saturday Night's Main Event XXXVI
Le 2 août 2008, au Verizon Center à Washington (District de Columbia), qui est diffusé aussi en France gratuitement sur NT1 le jeudi 14 août lors d'une émission spéciale Catch Attack qui dure plus de 2 heures en diffusant les programmes habituels tels que Raw et SmackDown! et enfin le Saturday Night's Main Event.
| Ordre par numéros | Résultat | Stipulation(s)       | Temps |
| --- | --- | -------------------- | ----- |
| 1P | Paul London bat Charlie Haas                                                                                             | Match simple         | 6:00  |
| 2 | The Legacy (Cody Rhodes et Ted DiBiase, Jr.), JBL et Kane battent Batista, John Cena et Cryme Tyme (JTG et Shad Gaspard) | 8-Man Tag Team match | 12:07 |
| 3 | The Great Khali (avec Ranjin Singh) bat Jimmy Wang Yang                                                                  | Match simple         | 1:27  |
| 4 | Edge bat Jeff Hardy | Match simple         | 13:26 |
| La lettre C placée entre parenthèses désigne la personne ou l’équipe championne en titre. P – indique que le match a eu lieu lors du pré-show | |                      |       |

### Saturday Night's Main Event XXXVII
Le 14 décembre 2024, au Nassau Veterans Memorial Coliseum à Uniondale (New York).
| Ordre par numéros                                                                         | Résultat                                    | Stipulation(s)                                                                                              | Temps |
| ----------------------------------------------------------------------------------------- | ------------------------------------------- | --- | ----- |
| 1                                                                                         | Drew McIntyre bat Sami Zayn                 | Match simple                                                                                                | 10:05 |
| 2                                                                                         | Liv Morgan (c) bat Iyo Sky                  | Match simple pour le WWE Women's World Championship                                                         | 9:05  |
| 3                                                                                         | Gunther (c) bat Finn Bálor et Damian Priest | Triple Threat match pour le WWE World Heavyweight Championship                                              | 11:05 |
| 4                                                                                         | Chelsea Green bat Michin                    | Match simple - Finale du tournoi La gagnante deviendra la première championne des États-Unis de l'histoire. | 8:05  |
| 5                                                                                         | Cody Rhodes (c) bat Kevin Owens             | Match simple pour l'Undisputed WWE Championship                                                             | 12:00 |
| La lettre C placée entre parenthèses désigne la personne ou l’équipe championne en titre. |                                             | |       |

### Saturday Night's Main Event XXXVIII
Le 25 janvier 2025, au Frost Bank Center à San Antonio (Texas).
| Ordre par numéros                                                                         | Résultat                                           | Stipulation(s)                                         | Temps |
| ----------------------------------------------------------------------------------------- | -------------------------------------------------- | ------------------------------------------------------ | ----- |
| 1                                                                                         | Rhea Ripley (c) bat Nia Jax                        | Match simple pour le Women's World Championship        | 8:00  |
| 2                                                                                         | Bron Breakker (c) bat Sheamus                      | Match simple pour le WWE Intercontinental Championship | 11:30 |
| 3                                                                                         | Braun Strowman bat Jacob Fatu par disqualification | Match simple                                           | 9:00  |
| 4                                                                                         | Gunther (c) bat Jey Uso                            | Match simple pour le World Heavyweight Championship    | 16:40 |
| La lettre C placée entre parenthèses désigne la personne ou l’équipe championne en titre. |                                                    |                                                        |       |

### Saturday Night's Main Event XXXIX
Le 24 mai 2025, au Yuengling Center à Tampa (Floride).
| Ordre par numéros                                                                         | Résultat                                                                      | Stipulation(s)                                              | Temps |
| ----------------------------------------------------------------------------------------- | ----------------------------------------------------------------------------- | ----------------------------------------------------------- | ----- |
| 1                                                                                         | Seth Rollins et Bron Breakker (avec Paul Heyman) battent CM Punk et Sami Zayn | Tag Team match                                              | 13:13 |
| 2                                                                                         | Zelina Vega (c) bat Chelsea Green                                             | Match simple pour le WWE Women's United States Championship | 5:10  |
| 3                                                                                         | John Cena bat R-Truth                                                         | Match simple                                                | 4:25  |
| 4                                                                                         | Damian Priest bat Drew McIntyre en s'échappant de la cage                     | Steel Cage match                                            | 12:22 |
| 5                                                                                         | Jey Uso (c) bat Logan Paul                                                    | Match simple pour le World Heavyweight Championship         | 9:46  |
| La lettre C placée entre parenthèses désigne la personne ou l’équipe championne en titre. |                                                                               |                                                             |       |

### Saturday Night's Main Event XL
Le 12 juillet 2025, au State Farm Arena à Atlanta (Géorgie)
| Ordre par numéros                                                                         | Résultat                                                  | Stipulation(s)                                          | Temps |
| ----------------------------------------------------------------------------------------- | --------------------------------------------------------- | ------------------------------------------------------- | ----- |
| 1                                                                                         | Gunther (c) bat Goldberg par soumission                   | Match simple pour le WWE World Heavyweight Championship |       |
| 2                                                                                         | LA Knight bat Seth Rollins par tombé                      | Match simple                                            |       |
| 3                                                                                         | Randy Orton bat Drew McIntyre par tombé [réf. nécessaire] | Match simple[réf. nécessaire]                           |       |
| 4                                                                                         | Solo Sikoa (c) bat Jimmy Uso par tombé                    | Match simple pour le WWE United States Championship     |       |
| La lettre C placée entre parenthèses désigne la personne ou l’équipe championne en titre. |                                                           |                                                         |       |